# Glynis Nunn
Glynis Leanne Nunn OAM, voorheen Glynis Saunders (Toowoomba, 4 december 1960) is een Australische voormalige atlete, die was gespecialiseerd in de zevenkamp. Ze was de eerste olympische kampioene van Australië in deze discipline en werd hierin meervoudig Australisch kampioene. Hiernaast blonk ze ook uit in het hordelopen en won op dit onderdeel vijfmaal de nationale titel.

## Loopbaan
Als negenjarige kwam Nunn op de Toowoomba South State School in aanraking met atletiek. Ze deed aan verschillende onderdelen, maar was het sterkst op de vijfkamp (welke in 1981 vervangen werd door de zevenkamp). In de jaren zeventig werd ze diverse malen Australisch juniorenkampioene. In 1978 kwalificeerde ze zich voor de Gemenebestspelen, maar kon wegens een blessure niet meedoen. Vier jaar later veroverde ze een gouden medaille op de Gemenebestspelen in Brisbane op de zevenkamp. Op de wereldkampioenschappen van 1983 in Helsinki werd ze zevende op de zevenkamp.
Op de door de Oostbloklanden geboycotte Olympische Spelen van 1984 in Los Angeles behoorde Glynis Nunn tot de medaille-favorieten. De competitie was sterk en vijf atletes hadden kans op het goud. Na de wedstrijd was er verwarring over wie gewonnen had, maar toen de rook was opgetrokken bleek, dat Glynis Nunn olympisch kampioene was geworden. Met een puntenaantal van 6390 had ze slechts vijf punten meer dan de Amerikaanse Jackie Joyner-Kersee. De Duitse Sabine Everts won het brons met 6363 punten. Na de Olympische Spelen richtte Nunn zich compleet op het hordelopen. Ondanks haar vele blessures won ze in 1986 nog een bronzen medaille op de Gemenebestspelen.
Nunn is getrouwd met tienkamper Chris Nunn en trok zich in 1990 uit de topsport terug.

## Titels
- Olympisch kampioene zevenkamp - 1984
- Gemenebestkampioene zevenkamp - 1982
- Australisch kampioene 100 m horden - 1982, 1983, 1984, 1985, 1986
- Australisch kampioene zevenkamp - 1981, 1982, 1984
- Australisch kampioene vijfkamp - 1978, 1980

## Persoonlijke records
| Onderdeel    | Prestatie        | Datum             | Plaats      |
| ------------ | ---------------- | ----------------- | ----------- |
| 200 m        | 24,06 (-1,3 m/s) | 3 augustus 1984   | Los Angeles |
| 800 m        | 2.10,57          | 4 augustus 1984   | los Angeles |
| 100 m horden | 13,02 (-1,5 m/s) | 3 augustus 1984   | los Angeles |
| hoogspringen | 1,80             | 3 augustus 1984   | Los Angeles |
| verspringen  | 6,66 (-0,8 m/s)  | 4 augustus 1984   | Los Angeles |
| kogelstoten  | 12,82            | 3 augustus 1984   | Los Angeles |
| zevenkamp    | 6387             | 3/4 augustus 1984 | Los Angeles |

## Palmares

### 100 m horden
- 1977: 8e Wereldbeker - 14,75 s
- 1982:  Australische kamp. - 13,31 s (+3,8 m/s)
- 1982: 6e Gemenebestspelen - 13,31 s
- 1983:  Australische kamp. - 13,91 s (-2,5 m/s)
- 1984:  Australische kamp. - 13,81 s (-2,5 m/s)
- 1984: 5e OS - 13,20 s
- 1985:  Australische kamp. - 13,53 s
- 1985: 5e Wereldbeker - 13,25 s
- 1986:  Australische kamp. - 13,48 s
- 1986:  Gemenebestspelen - 13,44 s
- 1990: 5e Gemenebestspelen - 13,47 s

### verspringen
- 1982: 7e Gemenebestspelen - 6,38 m
- 1984: 7e OS - 6,53 m

### vijfkamp
- 1978:  Australische kamp. - 3968 p
- 1980:  Australische kamp. - 4251 p
- 1981:  Pacific Conference Games - 4290 p

### zevenkamp
- 1981:  Australische kamp. - 5554 p
- 1982:  Australische kamp. - 5843 p
- 1982:  Gemenebestspelen - 6282 p
- 1983: 7e WK - 6195 p
- 1984:  Australische kamp. - 6273 p
- 1984:  OS - 6390 p